# Chroot

유닉스 운영 체제에서 chroot는 현재 실행 중인 프로세스와 차일드 프로세스 그룹에서 루트 디렉터리를 변경하는 작업이다.
이렇게 수정된 환경에서 실행되는 프로그램은 지정된 디렉터리 트리 밖의 파일들의 이름을 지정할 수 없으므로(즉, 일반적으로는 접근이 불가능하므로) chroot 감옥으로 부른다. chroot는 chroot(2) 시스템 호출이나 chroot(8) 래퍼 프로그램을 가리킬 수 있다.

## 역사
chroot 시스템 호출은 1979년 버전 7 유닉스의 개발 중에 도입되었으며, 1982년 3월 18일 빌 조이가 BSD에 추가하였다.

## 이용 목적
chroot는 다음의 목적에 유용하게 쓰일 수 있다:
- 테스트 및 개발
- 의존성 제어
- 호환성
- 복구
- 권한 분리

## 리눅스 호스트 커널 가상 파일 시스템 및 구성 파일
리눅스에서 chroot 환경을 사용하려면 커널 가상 파일 시스템과 구성 파일 또한 host에서 chroot로 마운트/복사되어야 한다.
```
# Mount Kernel Virtual File Systems

TARGETDIR
=
"/mnt/chroot"

mount
 
-t
 
proc
 
proc
 
$TARGETDIR
/proc
mount
 
-t
 
sysfs
 
sysfs
 
$TARGETDIR
/sys
mount
 
-t
 
devtmpfs
 
devtmpfs
 
$TARGETDIR
/dev
mount
 
-t
 
tmpfs
 
tmpfs
 
$TARGETDIR
/dev/shm
mount
 
-t
 
devpts
 
devpts
 
$TARGETDIR
/dev/pts

# Copy /etc/hosts

/bin/cp
 
-f
 
/etc/hosts
 
$TARGETDIR
/etc/

# Copy /etc/resolv.conf

/bin/cp
 
-f
 
/etc/resolv.conf
 
$TARGETDIR
/etc/resolv.conf

# Link /etc/mtab

chroot
 
$TARGETDIR
 
rm
 
/etc/mtab
 
2
>
 
/dev/null
chroot
 
$TARGETDIR
 
ln
 
-s
 
/proc/mounts
 
/etc/mtab

```

## chroot 상의 그래픽 응용 프로그램
다음의 방식을 이용하여 chroot로 된 환경에서 그래픽 응용 프로그램을 구동할 수 있다.
- xhost
- Xnest 또는 더 현대적인 Xephyr
- X11 포워드 (ssh-X) 기능을 이용하여 chroot SSH 접근
- xchroot
- X11 VNC 서버 및 환경 외 VNC 클라이언트 접속

## 같이 보기
- sudo
- 샌드박스 (컴퓨터 보안)